# Fänntjärnen, Härjedalen
Fänntjärnen är en sjö i Härjedalens kommun i Härjedalen och ingår i Ljusnans huvudavrinningsområde.